# Mason Lake (King County)
Mason Lake ist ein natürlicher Bergsee zwischen Mount Defiance und dem Bandera Mountain nahe dem Snoqualmie Pass im King County im US-Bundesstaat Washington. Nur für Wanderer zugänglich über den 5,5 km langen Mason Lake Trail (auch als „Ira Spring Memorial Trail“ bekannt), liegt der Mason Lake auf einer Höhe von 1.275 Metern.